# Stephos boettgerschnackae
Stephos boettgerschnackae is een eenoogkreeftjessoort uit de familie van de Stephidae. De wetenschappelijke naam van de soort is voor het eerst geldig gepubliceerd in 2012 door Krsinic.